# Rynkänsaari
Rynkänsaari är en ö i Finland. Den ligger i sjön Toljanjärvi och i kommunen Ranua i den ekonomiska regionen  Rovaniemi ekonomiska region  och landskapet Lappland, i den norra delen av landet, 700 km norr om huvudstaden Helsingfors. Öns area är 0,7 hektar och dess största längd är 160 meter i sydväst-nordöstlig riktning.